# Mergulhão-maori
O mergulhão-maori (Poliocephalus rufopectus) é uma ave da família Podicipedidae.

## Distribuição e habitat
A espécie é endémica da Nova Zelândia. Distribui-se pela maior parte da Ilha Norte, em especial em lagos costeiros ao longo da costa ocidental.